# Boulangerit
Boulangerit (Thaulow, 1837), chemický vzorec Pb5Sb4S11, je jednoklonný minerál. Pojmenován po: Charles Louis Boulanger (1810–1849), francouzský báňský inženýr.

## Původ
Vzniká za nízkých až středních teplot v hydrotermálních žilách.

## Morfologie
Vytváří vzácně stébelnaté až jehlicovité krystaly s výrazným rýhováním podle vertikály, ještě vzácněji zakončené, častěji vláknité až plstnaté a také jemnozrnné až celistvé agregáty.

## Vlastnosti
- Fyzikální vlastnosti: Tvrdost 2,5, křehký, hustota 5,8–6,2 g/cm³, štěpnost nedokonalá podle {100}, jehličkovité krystaly jsou ohebné.
- Optické vlastnosti: Barva: olověná až černá. Lesk kovový, průhlednost: opakní, vryp šedočerný s červenavým odstínem.
- Chemické vlastnosti: Složení: Pb 54,88 %, Sb 26,44 %, S 18,68 %, příměsi Cu, Zn, Sn, Fe. Rozpouští se v horké HCl, slabě rozpustný v HNO3. Před dmuchavkou se taví.

## Podobné minerály
- antimonit, jamesonit

## Parageneze
- antimonit, jamesonit, plagionit, sfalerit, pyrit, arzenopyrit, siderit, galenit, křemen

## Naleziště
Výskyt řídký.
- Česko – Příbram
- Slovensko – Nižná Slaná, Rožňava, Hnúšťa, Zlatá Baňa
- Francie – Botino (ve skarnu s dalšími sulfosolemi)
- Švédsko – Sala (krystalovaný)
- Srbsko – Trepča (jemně plstnaté agregáty plumozitu)
- Peru – Tampillo (velké masy)
- USA – stát Washington, Cleveland mine (Stevens Co.) – sloupcovité až vláknité masy se sfaleritem, arzenopyritem, galenitem a sideritem
- a další.